# بابیلا
بابیلا (به عربی: بابیلا) یک روستا در سوریه است که در ناحیه مرکزی معره‌النعمان واقع شده‌است. بابیلا ۲٬۵۳۶ نفر جمعیت دارد.